# Saison WNBA 2007
Navigation
Saison 2006 Saison 2008
La saison WNBA 2007 est la 11e saison de la WNBA. La saison régulière se déroule du 19 mai au 19 août 2007. Les playoffs commencent le 23 août 2007 et se sont terminés le 16 septembre 2007, avec le dernier match des finales WNBA remporté par le Mercury de Phoenix aux dépens du Shock de Détroit 3 manches à 2.
Le Mercury remporte son premier titre de champion WNBA.

## Faits notables
- Le All-Star Game 2007 se déroulée au Verizon Center de Washington, D.C.. Les All-Stars de l'Est sur les All-Stars de l'Ouest 103-99. Cheryl Ford est élue MVP.
- Le premier choix de la draft, qui se tient le 4 avril 2007 à Cleveland, Ohio est Lindsey Harding.

Les Finales 2007 sont les deuxièmes à aller jusqu'à la cinquième manche de nouveau avec le Shock de Détroit mais qui est défait cette fois par le Mercury de Phoenix.

## Classement de la saison régulière

### Par conférence
V = victoires, D = défaites, PCT = pourcentage de victoires, GB = retard (en nombre de matchs)
| Équipe                | V  | D  | PCT.   | GB |
| --------------------- | -- | -- | ------ | -- |
| Shock de Détroit      | 24 | 10 | 70,6   | -  |
| Fever de l'Indiana    | 21 | 13 | 61,8   | 3  |
| Sun du Connecticut    | 18 | 16 | 52,9   | 5  |
| Liberty de New York   | 16 | 18 | 47,1   | 8  |
| Mystics de Washington | 16 | 18 | 47,1   | 8  |
| Sky de Chicago        | 14 | 20 | 41,2 ? | 10 |

| Équipe                      | V  | D  | PCT. | GB |
| --------------------------- | -- | -- | ---- | -- |
| Mercury de Phoenix          | 23 | 11 | 70,6 | -  |
| Silver Stars de San Antonio | 20 | 14 | 58,8 | 3  |
| Monarchs de Sacramento      | 19 | 15 | 55,9 | 4  |
| Storm de Seattle            | 17 | 17 | 50,0 | 6  |
| Comets de Houston           | 13 | 21 | 38,2 | 10 |
| Lynx du Minnesota           | 10 | 24 | 29,4 | 13 |
| Sparks de Los Angeles       | 10 | 24 | 29,4 | 13 |

| Qualifié pour les playoffs |

## Playoffs
|  | Premier tour     | Premier tour                | Premier tour |                             |   | Finales de Conférence | Finales de Conférence | Finales de Conférence |  |  | Finales WNBA | Finales WNBA     | Finales WNBA |
|  |                  |                             |              |                             |   |                       |                       |                       |  |  |              |                  |              |
|  | 1                | Shock de Détroit            | 2            |                             |   |                       |                       |                       |  |  |              |                  |              |
|  | 4                | Liberty de New York         | 1            |                             |   |                       |                       |                       |  |  |              |                  |              |
|  | 4                | Liberty de New York         | 1            |                             | 1 | Shock de Détroit      | 2                     |                       |  |  |              |                  |              |
|  | Conférence Est   |                             |              |                             | 1 | Shock de Détroit      | 2                     |                       |  |  |              |                  |              |
|  |                  |                             | 3            | Fever de l'Indiana          | 1 |                       |                       |                       |  |  |              |                  |              |
|  | 2                | Fever de l'Indiana          | 3            | Fever de l'Indiana          | 1 | 2                     |                       |                       |  |  |              |                  |              |
|  | 2                | Fever de l'Indiana          |              |                             |   | 2                     |                       |                       |  |  |              |                  |              |
|  | 3                | Sun du Connecticut          | 1            |                             |   |                       |                       |                       |  |  |              |                  |              |
|  |                  |                             |              |                             |   |                       |                       |                       |  |  | E1           | Shock de Détroit | 2            |
|  |                  |                             | O1           | Mercury de Phoenix          | 3 |                       |                       |                       |  |  |              |                  |              |
|  | 1                | Mercury de Phoenix          | 2            |                             |   |                       |                       |                       |  |  |              |                  |              |
|  | 4                | Storm de Seattle            | 0            |                             |   |                       |                       |                       |  |  |              |                  |              |
|  | 4                | Storm de Seattle            | 0            |                             | 1 | Mercury de Phoenix    | 2                     |                       |  |  |              |                  |              |
|  | Conférence Ouest |                             |              |                             | 1 | Mercury de Phoenix    | 2                     |                       |  |  |              |                  |              |
|  |                  |                             | 3            | Silver Stars de San Antonio | 0 |                       |                       |                       |  |  |              |                  |              |
|  | 2                | Silver Stars de San Antonio | 3            | Silver Stars de San Antonio | 0 | 2                     |                       |                       |  |  |              |                  |              |
|  | 2                | Silver Stars de San Antonio |              |                             |   | 2                     |                       |                       |  |  |              |                  |              |
|  | 3                | Monarchs de Sacramento      | 1            |                             |   |                       |                       |                       |  |  |              |                  |              |

## Leaders de la saison régulière

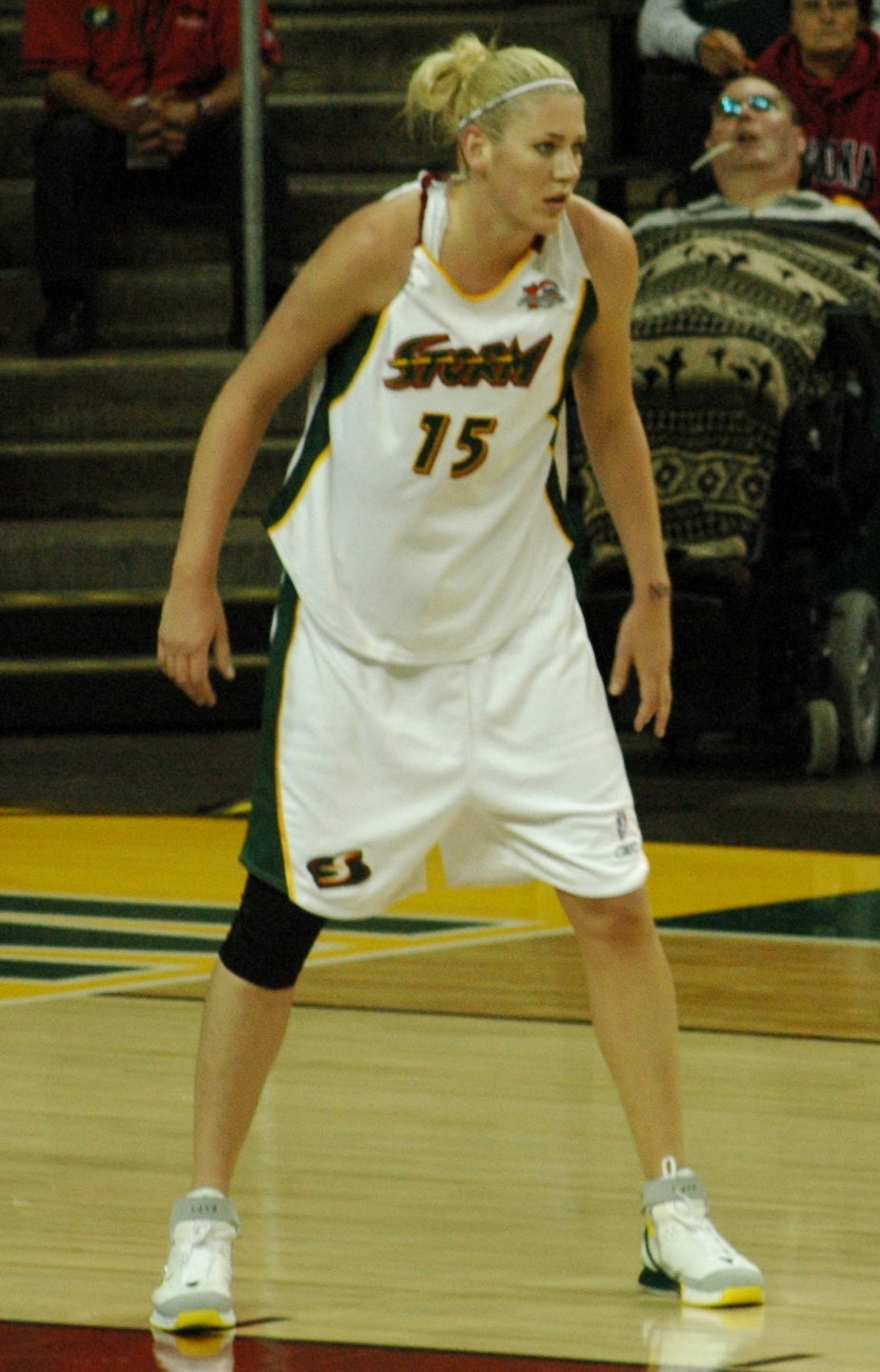
Lauren Jackson est à la fois meilleure marqueuse et meilleure rebondeuse de la saison.

| Catégorie                  | Joueur                     | Équipe                                | Statistiques |
| -------------------------- | -------------------------- | ------------------------------------- | ------------ |
| Points par match           | Lauren Jackson             | Storm de Seattle                      | 23,8         |
| Rebonds par match          | Lauren Jackson             | Storm de Seattle                      | 9,7          |
| Passes décisives par match | Becky Hammon               | Silver Stars de San Antonio           | 5,0          |
| Interceptions par match    | Tamika Catchings           | Fever de l'Indiana                    | 3,1          |
| Contres par match          | Małgorzata Dydek           | Sun du Connecticut                    | 2,1          |
| % aux tirs                 | Janel McCarville           | Liberty de New York                   | 54,6 %       |
| % aux lancers francs       | Nicole Powell              | Monarchs de Sacramento                | 96,4 %       |
| % à 3 points               | Cathy Joens Kristin Haynie | Sky de Chicago Monarchs de Sacramento | 48,9 %       |

## Récompenses individuelles
| - Meilleure joueuse de la saison : - Meilleure joueuse des Finales : - Rookie de l'année : - Meilleure défenseure de la saison : - Meilleure sixième femme : - Meilleure progression : - Entraîneur de l'année : - Trophée Kim Perrot de la sportivité : | Lauren Jackson (Storm de Seattle) Cappie Pondexter (Mercury de Phoenix) Armintie Price (Sky de Chicago) Lauren Jackson (Storm de Seattle) Plenette Pierson (Shock de Détroit) Janel McCarville (Liberty de New York) Dan Hughes (Silver Stars de San Antonio) Tully Bevilaqua (Fever de l'Indiana) |

| - All-WNBA First Team : C Lauren Jackson (Storm de Seattle) G Becky Hammon (Silver Stars de San Antonio) F Diana Taurasi (Mercury de Phoenix) G Deanna Nolan (Shock de Détroit) F Penny Taylor (Mercury de Phoenix) | - All-WNBA Second Team : F Tamika Catchings (Fever de l'Indiana) F Katie Douglas (Sun du Connecticut) F Tina Thompson (Comets de Houston) G Seimone Augustus (Lynx du Minnesota) F Sophia Young (Silver Stars de San Antonio) |

| - WNBA All-Defensive First Team : F Tamika Catchings (Fever de l'Indiana) C Lauren Jackson (Storm de Seattle) F Katie Douglas (Sun du Connecticut) F Alana Beard (Mystics de Washington) G Deanna Nolan (Shock de Détroit) | - WNBA All-Defensive Second Team : F Tully Bevilaqua (Fever de l'Indiana) F Rebekkah Brunson (Monarchs de Sacramento) C Małgorzata Dydek (Sun du Connecticut) G Loree Moore (Liberty de New York) G Chelsea Newton (Monarchs de Sacramento) |

| - WNBA All-Rookie First Team : Armintie Price (Sky de Chicago) Sidney Spencer (Sparks de Los Angeles) Lindsey Harding (Lynx du Minnesota) Camille Little (Silver Stars de San Antonio) Marta Fernández (Sparks de Los Angeles) |